# Фаца-Крістесей
Фаца-Крістесей (рум. Fața Cristesei) — село у повіті Алба в Румунії. Входить до складу комуни Арієшень.
Село розташоване на відстані 346 км на північний захід від Бухареста, 77 км на північний захід від Алба-Юлії, 71 км на південний захід від Клуж-Напоки, 143 км на північний схід від Тімішоари.

## Населення
За даними перепису населення 2002 року у селі проживали 210 осіб, усі — румуни. Усі жителі села рідною мовою назвали румунську.